# Edu Bedia
Eduardo Bedia Peláez (ur. 23 marca 1989 w Santanderze) – hiszpański piłkarz występujący na pozycji pomocnika.
Był piłkarzem następujących klubów: Racing Santander, UD Salamanca, Hércules CF, FC Barcelona B, TSV 1860 Monachium, Real Oviedo, Real Saragossa, FC Goa i Gokulam Kerala FC.